# Yucca baccata
Yucca baccata  (numită Banana yucca) este o specie de  yucca originară din  Deșertul Majove din sud - vestul Statelor Unite și nord - vestul Mexicului, din sud - estul Californiei nordul statului Utah, estul și vestul statului Texas și sudul deșertului  Sonora și Chihuahua. Denumirea provine de la banană.

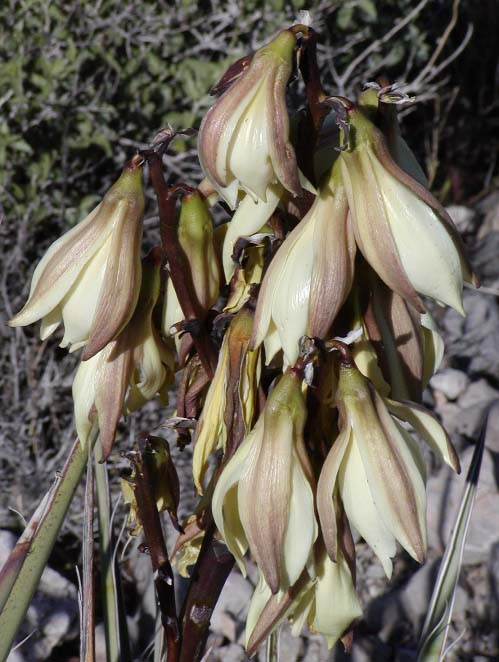
Yucca baccata floare

## Caracteristici
- Frunze, lungi de  30–100 cm, verzui, aproape complet lipsite de tulpină.
- Flori, campanulate, mari, de 5–13 cm, albe, crem.
- Fruct, capsulă, semințe mari cu coajă subțire.